# U-19-Fußball-Zentralasienmeisterschaft 2016
Die Endrunde der 1. U-19-Zentralasienmeisterschaft fand vom 6. bis 9. August 2016 in der usbekischen Hauptstadt Taschkent statt. Insgesamt nahmen sechs Mannschaften daran teil.

## Teilnehmer
Für die Endrunde waren alle sechs nationalen Verbände der CAFA teilnahmeberechtigt. Am 5. August 2016, also am Tag vor dem ersten Spiel, zog sich der Iran vom Wettbewerb zurück. Sie wurde durch eine usbekische B-Nationalmannschaft ersetzt.
| - Usbekistan (Gastgeber) - Iran - Kirgisistan - Tadschikistan - Turkmenistan - Afghanistan |

1. ↑  durch Usbekistan B ersetzt

## Austragungsorte
| Taschkent                                  | Taschkent                    |
| ------------------------------------------ | ---------------------------- |
| Paxtakor-Zentral-Stadion Kapazität: 35.000 | JAR-Stadion Kapazität: 8.460 |
| Paxtakor-Zentral-Stadion                   | Bild fehlt                   |
| Gruppenspiele Finale                       | Gruppenspiele                |

## Vorrunde

### Gruppe A
| Pl. | Land         | Sp. | S | U | N | Tore    | Diff. | Punkte |
| --- | ------------ | --- | - | - | - | ------- | ----- | ------ |
| 1.  | Kirgisistan  | 2   | 1 | 1 | 0 | 004:200 | +2    | 04     |
| 2.  | Usbekistan B | 2   | 1 | 1 | 0 | 004:200 | +2    | 04     |
| 3.  | Afghanistan  | 2   | 0 | 0 | 2 | 000:400 | −4    | 0      |

| 6. August 2016 |   |             |     |
| Usbekistan B   | – | Kirgisistan | 2:2 |
| 7. August 2016 |   |             |     |
| Usbekistan B   | – | Afghanistan | 2:0 |
| 8. August 2016 |   |             |     |
| Kirgisistan    | – | Afghanistan | 2:0 |

Da Kirgisistan und die die usbekische B-Auswahl sowohl punkt- als auch torgleich waren und das direkte Duell unentschieden ausging, wurde aufgrund des inoffiziellen Status letzterens Kirgisistan zum Gruppensieger ernannt.

### Gruppe B
| Pl. | Land          | Sp. | S | U | N | Tore    | Diff. | Punkte |
| --- | ------------- | --- | - | - | - | ------- | ----- | ------ |
| 1.  | Usbekistan    | 2   | 2 | 0 | 0 | 007:100 | +6    | 06     |
| 2.  | Turkmenistan  | 2   | 1 | 0 | 1 | 002:400 | −2    | 03     |
| 4.  | Tadschikistan | 2   | 0 | 0 | 2 | 002:600 | −4    | 0      |

| 6. August 2016 |   |               |     |
| Usbekistan     | – | Turkmenistan  | 3:0 |
| 7. August 2016 |   |               |     |
| Usbekistan     | – | Tadschikistan | 4:1 |
| 8. August 2016 |   |               |     |
| Turkmenistan   | – | Tadschikistan | 2:1 |

## Finalrunde
Obwohl die usbekische B-Auswahl offiziell Zweiter der Gruppe A wurde und somit eigentlich für das Spiel um Platz 3 qualifiziert war, wurde aufgrund des inoffiziellen Status der Mannschaft Afghanistan für das Spiel zugelassen und Usbekistan B für das Spiel um Platz 5 zugelassen.

### Spiel um Platz 5
| 9. August 2016 |   |               |                      |
| Usbekistan B   | – | Tadschikistan | 1:1 n. V., 6:7 i. E. |

### Spiel um Platz 3
| 9. August 2016 |   |             |     |
| Turkmenistan   | – | Afghanistan | 2:1 |

### Finale
| 9. August 2016 |   |             |           |
| Usbekistan     | – | Kirgisistan | 1:0 (1:0) |

## Auszeichnungen

### Goldener Ball
Mit dem Goldenen Ball als Preis für den besten Spieler des Turniers wurde Suliman Khorami von Afghanistan ausgezeichnet.
Zudem wurden mehrere andere individuelle Auszeichnungen vorgenommen.